# Edmund Gwenn
Edmund Gwenn, född 26 september 1877 i Wandsworth, London, död 6 september 1959 i Woodland Hills, Los Angeles, var en brittisk skådespelare. Gwenn är bland annat känd för sin roll som Kris Kringle i julfilmen Det hände i New York (1947), för vilken han erhöll en Oscar för bästa manliga biroll och motsvarande Golden Globe Award. Han mottog en andra Golden Globe och en Oscarsnominering för sin roll i komedifilmen Mister 880 (1950). Edmund Gwenn har medverkat i fyra filmer regisserade av Alfred Hitchcock.
Som scenskådespelare i West End och på Broadway medverkade Gwenn i en bred repertoar av moderna dramatiker, däribland George Bernard Shaw, John Galsworthy och J. B. Priestley. Efter andra världskriget bosatte han sig i USA och hade en framgångsrik karriär i Hollywood och på Broadway.
Gwenn var kusin med skådespelaren Cecil Kellaway.

## Biografi
Under 1920-talet medverkade Edmund Gwenn i många teateruppsättningar i Londons West End. Han gjorde även några roller på Broadway i New York.
Gwenn filmdebuterade 1916 och medverkade i omkring 80 långfilmer, däribland En man för Elizabeth (1940), Farväl miss Bishop (1941) och Himmelrikets nycklar (1944). George Cukors En förtjusande pojke (1935) var hans första Hollywoodfilm, i rollen som Katharine Hepburns far. Han hade också en liten roll i Hitchcock-filmen Utrikeskorrespondenten 1940 och mot slutet av sin karriär spelade han huvudrollen i Hitchcocks Ugglor i mossen (1955).
Han var en uppskattad karaktärsskådespelare i Hollywood under 1940-talet och tilldelades 1947 en Oscar i kategorin bästa manliga biroll för sin roll som jultomten i filmen Det hände i New York.
Edmund Gwenn dog i lunginflammation efter en stroke veckor innan han skulle fylla 82 år.
Gwenn har en stjärna på Hollywood Walk of Fame för sina bidrag till filmen.

## Filmografi i urval
- 1916 – The Real Thing at Last – Rupert K. Thunder
- 1920 – Unmarried – Simm Vandeleur
- 1921 – The Skin Game – Mr Hornblower

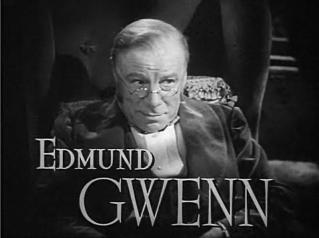
Gwenn i En man för Elizabeth (1940).

- 1931 – How He Lied to Her Husband – Teddu Bompas
- 1931 – Hindle Wakes – Chris Hawthorne
- 1931 – Hämndens timme – Mr Hornblower
- 1932 – Love on Wheels – Philpotts
- 1933 – Friday the Thirteenth – Mr Wakefield
- 1933 – The Good Companions – Jess Oakroyd
- 1933 – I Was a Spy – Burgomaster
- 1933 – Channel Crossing – Trotter
- 1934 – Warn London – Doctor Herman Krauss
- 1934 – Waltzes from Vienna – Johann Strauss den äldre
- 1935 – En förtjusande pojke
- 1940 – Utrikeskorrespondenten
- 1940 – En man för Elizabeth
- 1941 – Charleys tant
- 1941 – Hemliga Higgins
- 1943 – Till nu och för evigt
- 1943 – Lassie på äventyr
- 1944 – Till främmande hamn
- 1944 – Himmelrikets nycklar
- 1947 – Det hände i New York
- 1947 – Gröna delfinens gata
- 1947 – Pappa och vi
- 1948 – En vrå för två
- 1950 – Susan gör skandal
- 1954 – Studentprinsen
- 1954 – Myrorna
- 1955 – Ugglor i mossen